# Najlepša slovenska knjiga
Strokovno združenje založnikov in knjigotržcev Slovenije pri Gospodarski zbornici Slovenije (GZS) podeljuje na vsakem Slovenskem knjižnem sejmu nagrade »Najlepša slovenska knjiga«. Nagrade predstavljajo priznanje za izjemno raven oblikovanja Slovenske knjige in spodbudo za nenehno skrb založb za dvigovanje te ravni.
Knjige so v izboru razvrščene v naslednje skupine:
- (A)	Književnost (domača in prevedena proza, poezija, dramatika, esejistika)
- (B)	Knjige za otroke in mladino
- (C)	Znanstvene knjige, učbeniki
- (D)	Stvarna literatura (leksikoni, priročniki, slovarji)
- (E)	Umetniške monografije in foto-monografije, bibliofilske izdaje

Razpis in je vsako leto v oktobru objavljen na internetnih straneh Gospodarske zbornice Slovenije.
Tudi pravilnik  izbora za najlepšo slovensko knjigo lahko najdete na tej internetni strani http://www.gzs.si/pripone/1023/oei7527d1023a323a9550a.doc .

## Dobitniki nagrade Najlepša slovenska knjiga od leta 1993 do 2008
24. KS (Knjižni sejem) (november 2008)
- A) Književnost:
  - Peter Svetina: Antonov Cirkus
  - Založnika: Vodnikova založba in KUD Sodobnost International
  - Oblikovanje: Sanja Janša
  - Ilustrator: Damijan Stepančič
- B) Knjige za otroke:
  - Špela Kuhar in Robert Potokar : Gremo v mesto – Ljubljana
  - Založnik: Ustanova Fundacija Piranesi
  - Oblikovanje: Domen Fras
- C) Umetniške monografije in fotomonografije, bibliofilske izdaje:
  - Zemlja – Morje Okusi iz Slovenije, Janez Bratovž
  - Samozaložnik: Janez Bratovž
  - Oblikovanje: Žare Kerin & fotograf: Janez Pukšič

23. KS (november 2007)
- A) Književnost
  - Zvezdana Majhen: Složitje
  - Založnik: Založba Obzorja d.d. Maribor
  - Oblikovanje: Matjaž Wenzel
- B) Knjige za otroke in mladin
  - Peter Svetina: Klobuk gospoda Konstantina
  - Založnik: DZS, založništvo in trgovina, d.d.
  - Ilustracije, oblikovanje: Peter Škerl
- C) Znanstvene knjige, učbeniki
  - David Miller, Mark Maslin, Julian Stallabrass: Knjižna zbirka Kratka
  - Založnik: založba Krtina
  - Oblikovanje: Matjaž Tomažič
- D) Stvarna literatura
  - Monika Kalin, Nataša Komac, Nataša Logar: O slovenskem jeziku/besednjak za preživetje
  - Založnik: Evropski parlament, Informacijska pisarna za Slovenijo
  - Oblikovanje: Mateja Jenič
- E) Umetniške monografije, foto-monografije, bibliofilske izdaje
  - Andreja Rihter, Milan Pajk, Radovan Jenko: Josip Pelikan – arhitektura in industrija
  - Založnik: Muzej novejše zgodovine Celje
  - Oblikovanje: Radovan Jenko

22. KS (november 2006)
- A) Književnost 
  - Ivan Trinko: Zamejski viharnik,
  - ZTT, Založba Tržaškega Tiska, Trst
  - Oprema in oblikovanje: Studio Link, Trst
- B) Knjige za otroke in mladino 
  - Grimm: Pepelka
  - Založba Mladinska knjiga, Ljubljana
  - Oblikovanje: Maša Kozjek, ilustracije: Alenka Sottler
- C) Znanstvene knjige, učbeniki 
  - Vogel, Cestnik: Razvezani jezik
  - Založba Mladinska knjiga, Ljubljana
  - Oblikovanje: Barbara Jenko
- D) Stvarna literatura 
  - Plečnik, Dunaj, Praga, Ljubljana
  - Cankarjeva založba, Ljubljana
  - Oblikovanje: Suzana Duhovnik
- E) Umetniške monografije, bibliofilske izdaje 
  - Katarina Lavš: Marjana – Zvezde padajo v noč
  - Založba Sanje, Ljubljana
  - Oblikovanje: Polonca Strman

21. KS (november 2005)
- A) Književnost 
  - Goethe, Faust, Celotna izdaja
  - Založba Sanje, Ljubljana
  - Oprema in oblikovanje: Veronika Saje
- B) Knjige za otroke in mladino 
  - Svetovne pravljice
  - Nova Revija, Ljubljana
  - Oblikovanje: Peter Skalar, ilustracije: Alenka Sottler
- C) Znanstvene knjige, učbeniki 
  - Če ne boš priden, te bomo dali Slovencem
  - Mirovni inštitut, Ljubljana
  - Oblikovanje: Robert Žvokelj
- D) Stvarna literatura 
  - Veliki angleško-slovenski slovar
  - DZS, Ljubljana
  - Oblikovanje: Tomato Košir
- E) Bibliofilska izdaja:
  - Unikatna bibliofilska knjiga
  - Žirija je soglasno odločila, da podeli Priznanje žirije za unikatno bibliofilsko knjigo Bukva, ki jo je oblikovala avtorica Adrejka Čufer.
  - Založniki so: avtorica v sodelovanju z zavodom P.A.R.S.I.T.E in MGLC.

20. KS (november 2004)
- A) Književnost:
  - Fjodor Mihajlovič Dostojevski: Idiot
  - Založba: Sanje
  - Oblikovanje: Polonca Strman
- B) Knjige za otroke in mladino:
  - Toon Tellegen: Mala nočna torta s plameni
  - Založba: Mladinska knjiga
  - Oblikovanje: Suzi Bricelj
- C) Znanstvene knjige, učbeniki:
  - Predrag Novaković, Milan Lovenjak, Mihael Budja: Osemdeset let študija arheologije na Univerzi v Ljubljani
  - Založba: Filozofska fakulteta – Odedelek za arheologijo
  - Oblikovanje: Robert Žvokelj
- D) Stvarna literatura 
  - dr. Julij Nemanič, dr. Janez Bogataj: Vina Slovenije
  - Založba: Darila Rokus
  - Oblikovanje: Žare Kerin
- E) Umetniške monografije, foto-monografije, bibliofilske izdaje:
  - Janez Bogataj: Pastorala
  - Založba: Karantanija
  - Oblikovanje: Radovan Jenko

19. KS (november 2003)
- A) Književnost:
  - Zbirka Samorog
  - Založba: Nova revija
  - Oblikovanje: Peter Skalar
- B) Knjige za otroke in mladino:
  - Obuti maček
  - Založba: Mladinska knjiga
  - Oblikovanje: Maša Kozjek
- C) Znanstvene knjige, učbeniki:
  - Zemlja pod vašimi nogami; Arheologija na avtocestah Slovenije
  - Založnik: Zavod za varstvo kulturne dediščine Republike Slovenije
  - Oblikovanje: Rober Žvokelj
- D) Umetniške monografije, foto-monografije, bibliofilske izdaje:
  - Zbrana dela Primoža Trubarja
  - Založba: Rokus
  - Oblikovanje: Matjaž Vipotnik

18. KS (november 2002)
- A) Književnost:
  - Zbirka Beletrina letnik 2002
  - Študentska založba
  - Oblikovanje: Špela Trobec Jovanović
- B) Knjige za otroke in mladino:
  - Zbirka Žlabudron
  - Založba: Mladinska knjiga
  - Oblikovanje: Lilijana Praprotnik Zupančič
- C) Znanstvene knjige, učbeniki:
  - The Mediawatch Series
  - Založnik: Mirovni inštitut
  - Oblikovanje: Robert Žvokelj
- D) Stvarna literatura
  - Arhitekturni vodnik po Ljubljani
  - Založba: Rokus
  - Oblikovanje: Beti Jazbec
- E) Umetniške monografije, foto-monografije, bibliofilske izdaje:
  - Vladimir Makuc
  - Založba: Mednarodni grafični likovni center
  - Oblikovanje: Robert Žvokelj

17. SKS (november 2001)
- A) Književnost:
  - Boris A. Novak: Moderna francoska poezija
  - Založnik:  Cankarjeva založba
  - Oprema in oblikovanje: Mojca Dariš
- B) Knjige za otroke in mladino:
  - Mojca Osojnik: Hiša, ki bi rada imela sonce
  - Založnik: Mladinska knjiga
  - Založba,Ilustracija, besedilo in oprema: Mojca Osojnik
- C) Znanstvene knjige, učbeniki:
  - Na pragu besedila 3, Učbeniški komplet za slovenski jezik
  - Založnik: založba Rokus
  - Oblikovanje: Matjaž Vipotnik
- D) Stvarna literatura
  - Jože Krašovec s sodelavci: Med izvirniki in prevodi
  - Založnik: Založba SAZU in Svetopisemska družba Slovenije
  - Oblikovanje: Evita Lukež
- E) Umetniške monografije, foto-monografije, bibliofilske izdaje:
  - France Prešeren: Poezije, Zvočna knjiga
  - Založnik: Založba Sanje
  - Oblikovanje: Radovan Jenko, Toni Kancilja

16. SKS (november 2000)
- A) Prevedena proza:
  - Niko Grafenauer: Dihindih
  - Založnik:  Mladinska knjiga
  - Oblikovanje: Jure Jančič
- B) Knjige za otroke in mladino:
  - Jacob in Wilhelm Grimm: Zvezdni tolarji
  - Založnik: Mladinska knjiga
  - Založba, Ilustracija in oprema: Marlenka Stupica
- C) Znanstvene knjige, učbeniki:
  - 20. stoletje v zgodovinskih virih, besedi in slikah
  - Založnik: DZS
  - Likovno grafična ureditev: Irena Petrič
  - Oprema: Vili Vrhovec
- D) Stvarna literatura
  - Kuhinja Slovenije
  - Založnik: Založba Rokus
  - Oblikovanje: Žare Kerin, fotografija: Janez Pukšič
- E) Umetniške monografije, foto-monografije, bibliofilske izdaje:
  - Peter Krečič: Avgust Černigoj
  - Založnik: Nova revija
  - Oblikovanje: Miljenko Licul

 15. SKS (november 2000)
- A) Prevedena proza:
  - Goethe: Faust
  - Založnik: Založba Obzorja Maribor
  - Oblikovanje: Matjaž Vipotnik
- B) Knjige za otroke in mladino:
  - Nagrada ni bila podeljena.
- C) Znanstvene knjige, učbeniki:
  - Ljudmila Plesničar Gec, sodelavec Veljko Toman: Antične freske v Sloveniji I in II
  - Založnik: Narodni muzej Slovenije
  - Oblikovanje: Evita Lukež in Metka Žerovnik

in 
- - Več avtorjev: Na pragu besedila, komplet a in b z vsemi učnimi pripomočki
  - Založnik: Založba Rokus
  - Oblikovanje: Matjaž Vipotnik
- D) Stvarna literatura
  - Drago Bajt: Kdo je kdo v Sloveniji
  - Založnik: Nova Revija
  - Oblikovanje: Neva Štemberger
- E) Umetniške monografije, foto-monografije, bibliofilske izdaje:
  - Janez Bogataj: Mojstrovine Slovenije
  - Založnik: založba Rokus
  - Oblikovanje: Žare Kerin

14. SKS (november 1998)
- A) Prevedena proza:
  - Stane Belak Šrauf: Veliki dnevi
  - Založnik: Založba Sidarta
  - Oblikovanje: Lena Pislak in Boris Bergant
- B) Knjige za otroke in mladino:
  - Nagrada ni bila podeljena.
- C) Znanstvene knjige, učbeniki:
  - Zbirka Tretji dan
  - Založnik: Družina
  - Oblikovanje: Peter Ogrin
- D) Stvarna literatura
  - D. Medved : Vinski brevir. Kako razumeti vino (slov. in ang. izdaja)
  - Založnik: Založba Rokus
  - Oblikovanje: Matjaž Vipotnik
- E) Umetniške monografije, foto-monografije, bibliofilske izdaje:
  - dr. France Prešern: Poezije (bibliofilska izdaja s faksimili in reprinti)
  - Založnik: Nova revija
  - Oblikovanje: Matjaž Vipotnik

13. SKS (november 1997)
- A) Prevedena proza:
  - Trije naslovi iz zbirke Samorog: Drago Jančar: Halštat, Matjaž Kocbek: Dvoječek, Jože Snoj: Noetova barka
  - Založnik: Nova Revija
  - Oblikovanje: Peter Skalar
- B) Knjige za otroke in mladino:
  - Tone Pavček: Majnice iz zbirke Trepetlika
  - Založnik:  Mladika
  - Oblikovanje: Kostja  Gatnik
- C) Znanstvene knjige, učbeniki:
  - Du und Deutsch, učbenik in delovni zvezek
  - Založnik: Založba  Obzorja
  - Oblikovanje: Željko Serdarević
- D) Stvarna literatura
  - Slovar slovenskega knjižnega jezika in skladni izpeljanki elektronske izdaje SSKJ na disketah
  - Založnik: Državna založba Slovenije
  - Oblikovanje: Ranko Novak
- E) Umetniške monografije, foto-monografije, bibliofilske izdaje:
  - Slovenski plakat devetdesetih let
  - Založnik: Založba pri Društvu oblikovalcev Slovenije
  - Oblikovanje: Matjaž Vipotnik

12. SKS (november 1995)
- A) Prevedena proza:
  - Nagrada ni bila podeljena.
- B) Knjige za otroke in mladino:
  - Igor Saksida: Primi pesmico za rep
  - Založnik: Založba obzorja p.o. Maribor
  - Oblikovanje: Marjan Manček
- C) Znanstvene knjige, učbeniki:
  - Jože Mlinarič: Stiška opatija 1136 – 1784
  - Založnik: Tiskarna Novo mesto, Dolenjska založba
  - Oblikovanje: Maša Okršlar
- D) Stvarna literatura
  - Nagrada ni bila podeljena.
- E) Umetniške monografije, foto-monografije, bibliofilske izdaje:
  - Peter Krečič: Dunajske risbe - Jože Plečnik
  - Založnik: Založniška hiša Rokus
  - Oblikovanje: Nino Kovačevič

11. SKS (november 1993)
- A) Prevedena proza:
  - Več avtorjev: Zbirka XX. stoletje
  - Založnik: Cankarjeva založba
  - Oblikovanje: Darja Spanring Marčina
- B) Knjige za otroke in mladino:
  - Hans Christian Andersen: Grdi raček
  - Založnik: Mladinska knjiga
  - Oblikovanje: Marlenka Stupica
- C) Znanstvene knjige, učbeniki:
  - Nagrada ni bila podeljena.
- D) Stvarna literatura
  - Nagrada ni bila podeljena.
- E) Bibliofilska izdaja:
  - Več avtorjev: Brižinski spomeniki - faksimile in znanstveno kritična izdaja
  - Založnik: Slovenska knjiga
  - Oblikovanje: prof. Lucijan Bratuš